# Анса
Анса, още Анза или Ансия (на латински: Ansa, Ansia), е съпруга на Дезидериус, крал на лангобардите (757 – 774) и херцог на Тоскана.

## Биография
Произлиза от Бреша, както и Дезидериус. Тя влияе преди всичко в религиозната политика на Дезидериус и основава много манастири (Sv. Mishele и Sv. Pietro в Бреша). Лангобарският исторически писател Павел Дякон я описва като „coniunx pulcherrima“ – „най-красивата съпруга“.
През 774 година Павия е превзета от франките, а Анса и Дезидериус са заточени във Франкското кралство, където остават до края на живота си – в манастира в Корби (Corbie). Синът им Аделхис се предава с фамилията си на Карл Велики във Верона, но впоследствие успява да избяга във Византия. Лангобардското кралство преминава към Карл Велики, който се коронова в Павия.
За последен път се пише за Дезидериус през 786 г., годината на неговата смърт и на тази на съпругата му са неизвестни.

## Деца
Анса и Дезидериус имат шест деца:
- Анзелперга, игуменка на Св. Салваторе в Бреша
- Аделперга, омъжена с Аричис II, херцог на Беневенто
- Луитперга (или Лиутпирк), омъжена за Тасило III херцог на Бавария
- Дезидерата (или Герперга), омъжена за Карл Велики
- Герперга, съпруга на Карломан I
- Аделхис, бяга във Византия, 788 г. не успява да вземе трона; византийските му трупи, дошли в Калабрия, са победени от Гримоалд III, херцога на Беневенто.

## В литературата
- Алесандро Манцони пише през 1822 г. историческата драма „Аделки“.